# طوكيو ون بيس تاور
طوكيو ون بيس تاور، (بالإنجليزية: Tokyo One Peice Tower)‏، هي حديقة ملاهي أنمي تتواجد في ميناتو اليابانية. تم افتتاحها يوم 13 مارس من سنة 2015. تتضمن هذه الحديقة ألعاباً لشخصيات هذا الأنمي، وتحتوي هذه الحديقة أيضا على عدة فروع، فهناك مطاعم، ومتاجر هدايا، ومجسمات للشخصيات الأنمي، وأخرى...

## وصلات خارجية
- Tokyo One Piece Tower official website in English.